# Mönckebergstrasse

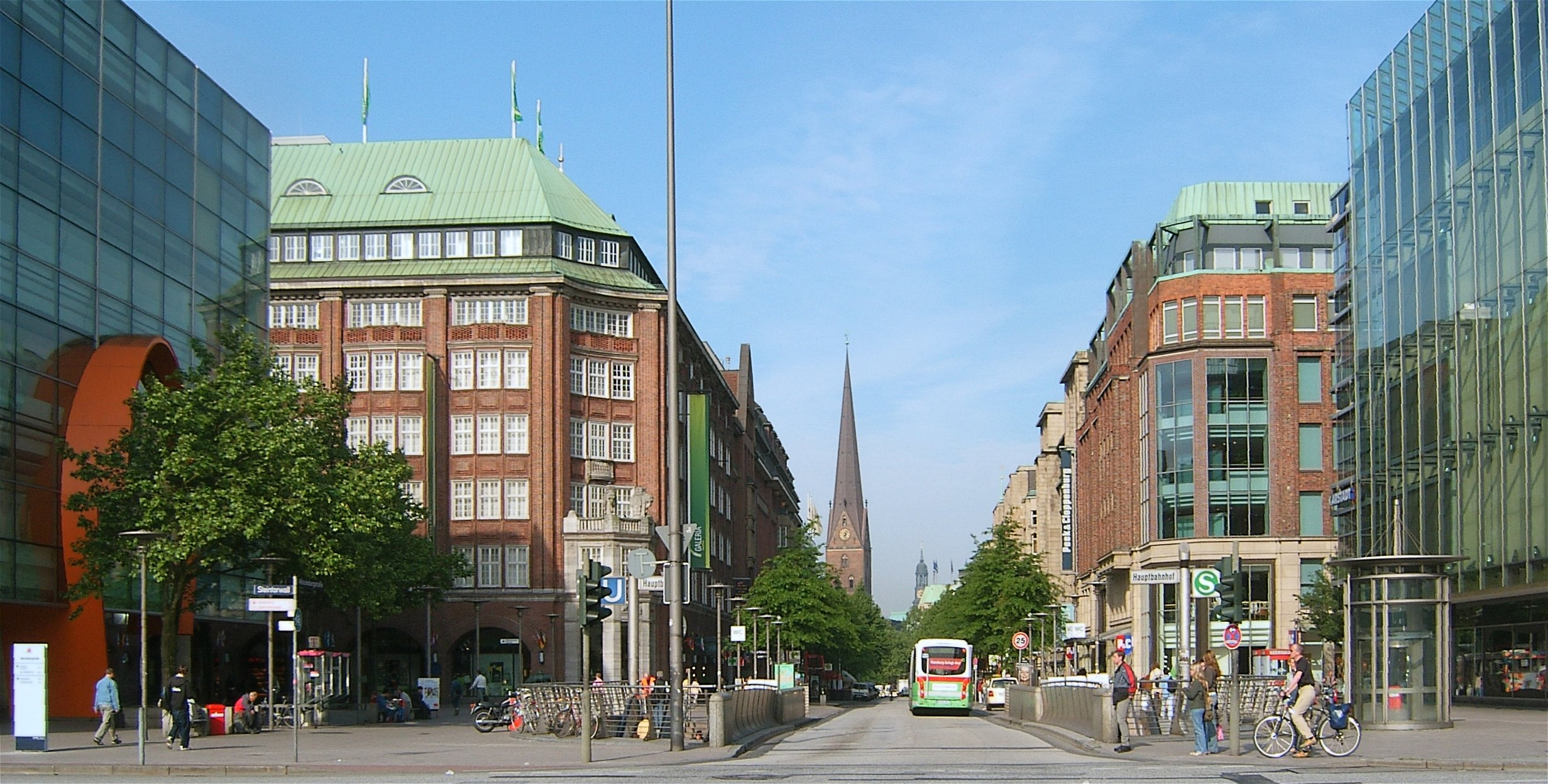
La Mönckebergstrasse vue depuis la Hauptbahnhof.

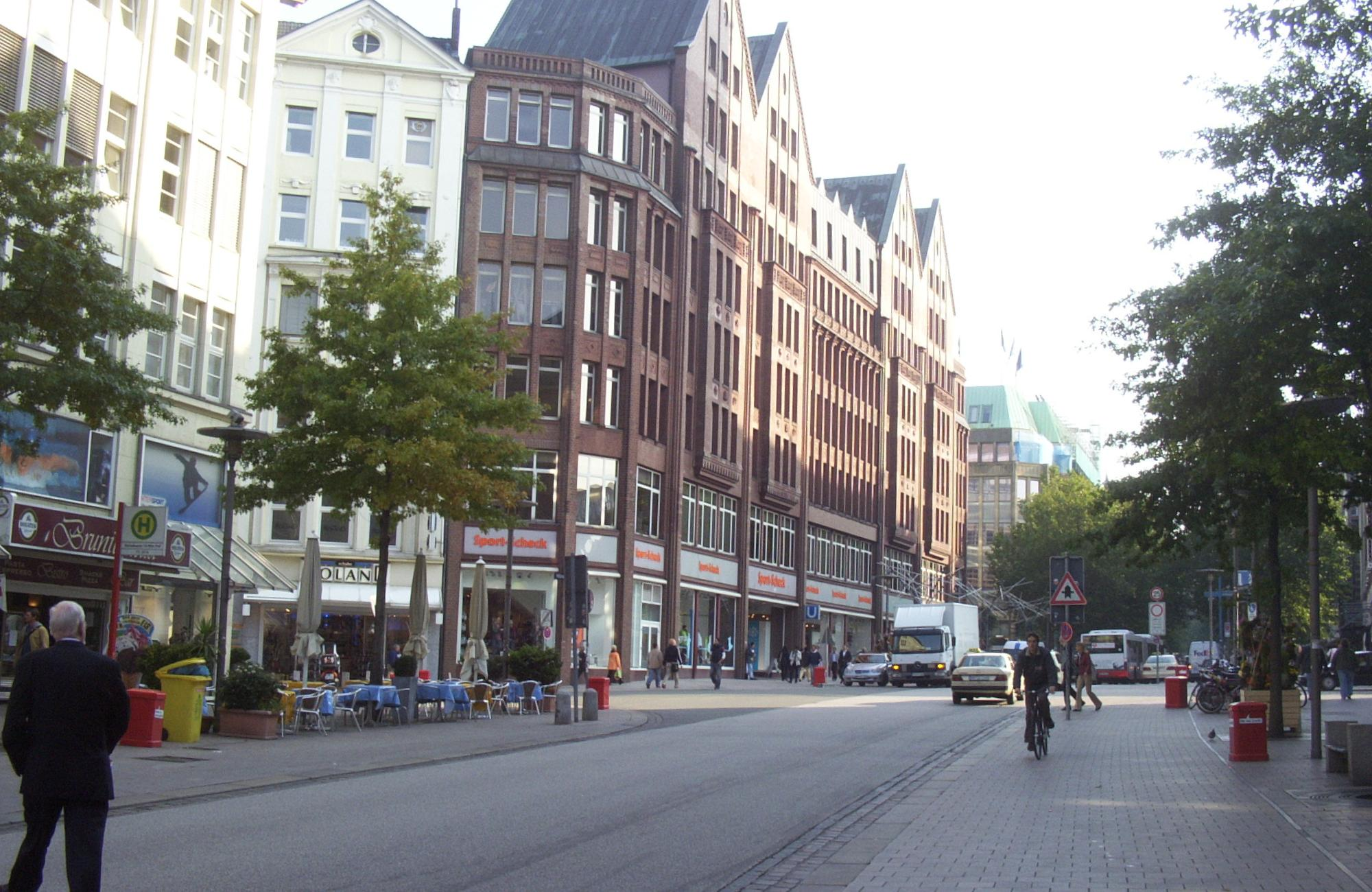
la Mônckebergstrasse à l'interersection avec la Bergstrasse.

La Mönckebergstrasse est une avenue de Hambourg, en Allemagne. 

## Situation et accès
C'est une des principales rues commerçantes de la ville. 

## Origine du nom
Elle porte le nom de l'ancien maire de la ville, Johann Georg Mönckeberg (de) (1839-1908).

## Historique
Après les destructions causées par les bombardements de Hambourg de 1941 à 1945, les bâtiments restants de la « Mönckebergstraße » ont été réparés à partir de 1946.

## Bâtiments remarquables et lieux de mémoire
La rue est bordée par de nombreuses grandes enseignes allemandes telles que Karstadt ainsi que par des cafés et restaurants.